# Drahany
Drahany (en allemand : Drahan) est une commune du district de Prostějov, dans la région d'Olomouc, en République tchèque. Sa population s'élevait à 512 habitants en 2023.

## Géographie
Drahany se trouve à 10 km à l'ouest-sud-ouest de Plumlov, à 16 km à l'ouest-sud-ouest de Prostějov, à 32 km au sud-ouest d'Olomouc et à 191 km à l'est-sud-est de Prague.
La commune est limitée par Niva au nord-ouest, par Bousín au nord, par la zone militaire de Březina à l'est, par Nové Sady au sud, et par Otinoves au sud-ouest et à l'ouest.

## Histoire
La première mention écrite de la localité date de 1310.

## Galerie

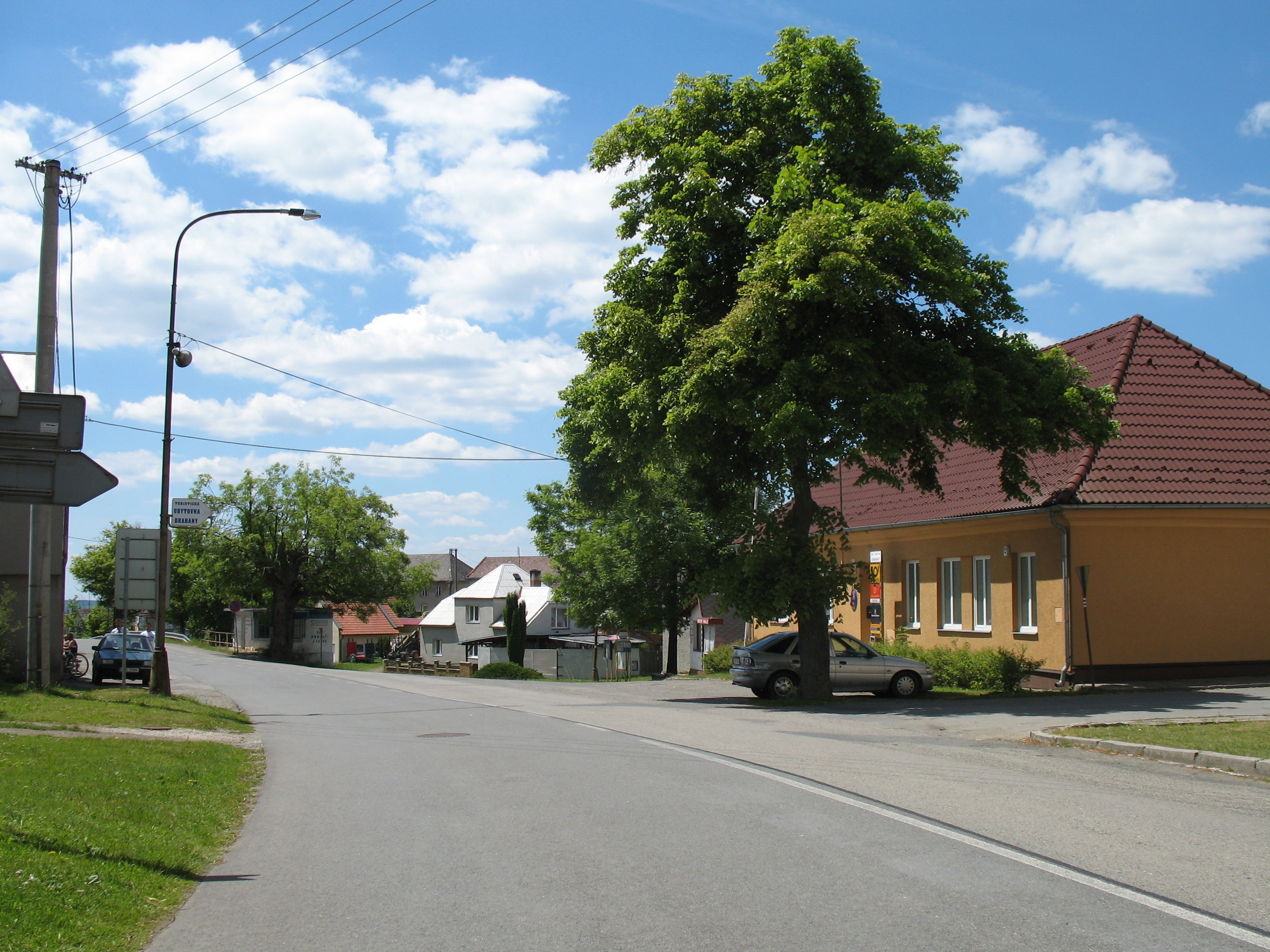
Centre de Drahany.
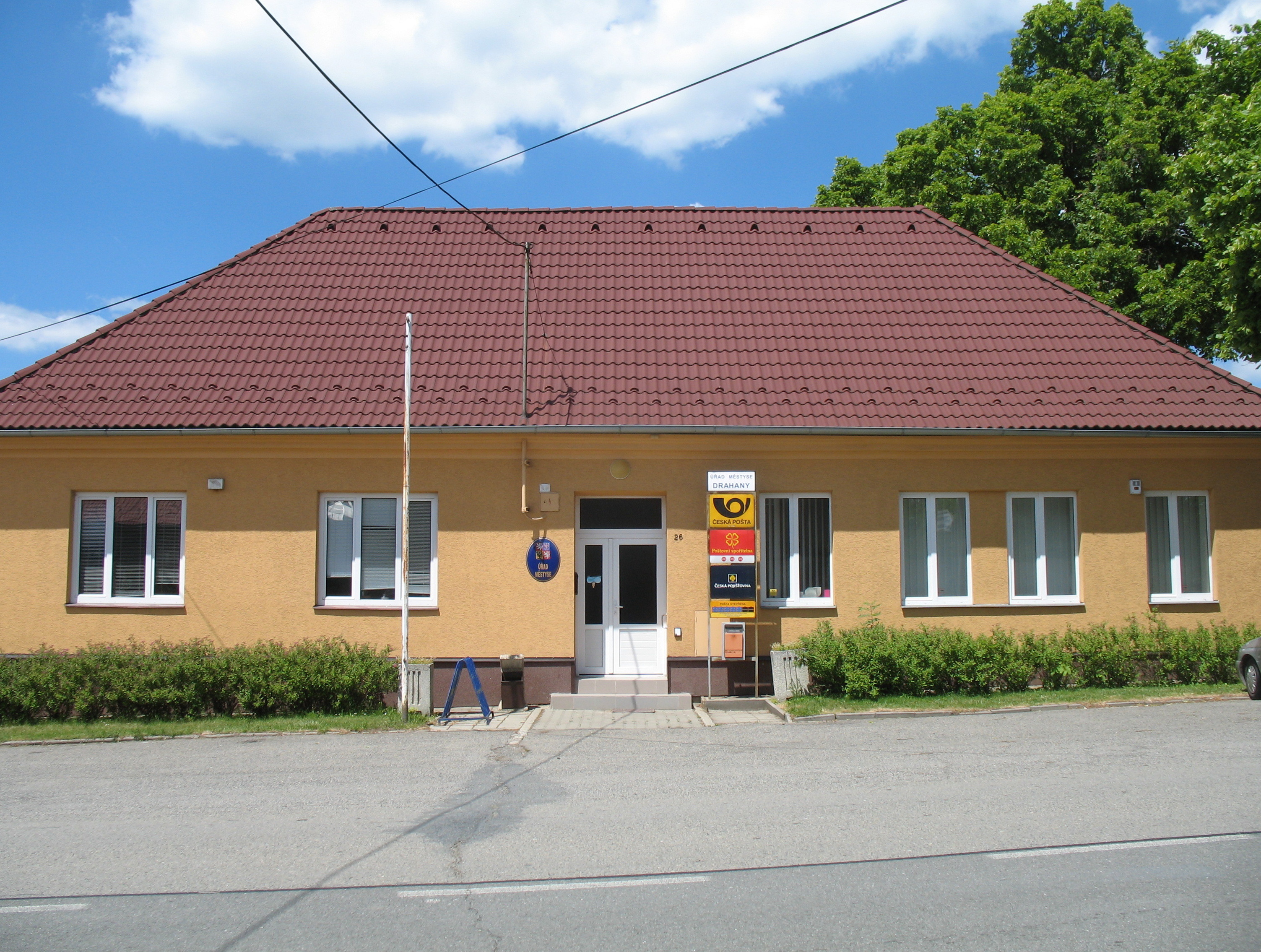
Mairie et bureau de poste.

## Transports
Par la route, Drahany se trouve à 12 km de Plumlov, à 20 km de Prostějov, à 40 km d'Olomouc et à 240 km de Prague.